# یواس‌اس کرتلند (ای‌پی‌ای-۷۵)
یواس‌اس کرتلند (ای‌پی‌ای-۷۵) (به انگلیسی: USS Cortland (APA-75)) یک کشتی بود که طول آن ۴۲۶ فوت (۱۳۰ متر) بود. این کشتی در سال ۱۹۴۴ ساخته شد.